# Jon Hurwitz
Pour les articles homonymes, voir Hurwitz.
Jon Hurwitz, né le 15 novembre 1977 à Randolph (New Jersey), est un scénariste et réalisateur américain. 

## Biographie
Avec son complice Hayden Schlossberg, il a écrit les deux premiers volets de la série de films Harold & Kumar.
Schlossberg et Hurwitz sont également les réalisateurs et scénaristes d'American Pie 4.

## Filmographie

### Acteur
- 2004 : Harold et Kumar chassent le burger (Harold and Kumar Go to White Castle) de Danny Leiner : Tony (non crédité)
- 2008 : Harold et Kumar s'évadent de Guantanamo (Harold and Kumar Escape from Guantanamo Bay) de Jon Hurwitz et Hayden Schlossberg : Dancing Devil in Costume Shop (non crédité)

### Producteur
- 2008 : Harold et Kumar s'évadent de Guantanamo (Harold and Kumar Escape from Guantanamo Bay) de Jon Hurwitz et Hayden Schlossberg
- 2011 : Le Joyeux Noël d'Harold et Kumar (A Very Harold & Kumar 3D Christmas) de Todd Strauss-Schulson

### Réalisateur
- 2008 : Harold et Kumar s'évadent de Guantanamo (Harold and Kumar Escape from Guantanamo Bay)
- 2008 : Harold & Kumar Go to Amsterdam (court métrage)
- 2012 : American Pie 4 (American Reunion)

### Scénariste
- 2004 : Harold et Kumar chassent le burger (Harold and Kumar Go to White Castle) de Danny Leiner
- 2008 : Harold et Kumar s'évadent de Guantanamo (Harold and Kumar Escape from Guantanamo Bay)
- 2008 : Harold & Kumar Go to Amsterdam (court métrage)
- 2011 : Le Joyeux Noël d'Harold et Kumar (A Very Harold & Kumar 3D Christmas) de Todd Strauss-Schulson
- 2012 : American Pie 4 (American Reunion)